# Сферолит
Сфероли́т (от греч. σφαῖρα — сфера и греч. λίθος — камень) — сложный минеральный агрегат округлой формы, состоящий из тонких игольчатых кристаллов и встречающийся в природе в виде шариков радиально-лучистого строения. Сферолиты встречаются в магматических и осадочных горных породах.
Под термином «сферолит» принято объединять ряд близких к сферическим сложных минеральных форм, сложенных волокнистыми, игольчатыми, столбчатыми или пластинчатыми составными элементами, расположенными по радиусам вокруг общего центра (типичный и хорошо известный пример — шарообразные почковидные выделения малахита).
Сферолиты могут иметь самый разнообразный генезис, а сферолитовое строение того или иного минерала вовсе не указывает на те или иные конкретные условия его роста; так, сферолиты встречаются как наросшими на стенках открытых полостей (поодиночно либо в виде сплошных сферолитовых корок), так и включёнными в массе магматических или метаморфических пород, где могут быть продуктом как кристаллизации из расплава, так и возникать в ходе протекания процессов метаморфизма. 
Как показано в работах Ю. М. Дымкова на примере настурана, многие из так называемых «натёчных» или «колломорфных» агрегатов, считавшихся ранее продуктами затвердевания сгустков минерального геля, при более детальном изучении их строения оказываются ничем иным, как именно сферолитовыми образованиями с глянцевой или с шероховатой ростовой поверхностью.
Детально и в популярной форме механизмы формирования сферолитов и их разновидности описаны в книге знатока минералов и популяризатора минералогии Б. З. Кантора «Беседы о минералах».
Сферолитовая форма роста характерна для минералов: 
гематит, гётит, тодорокит, настуран, кальцит, арагонит, сидерит, халцедон, малахит, окенит, барит, пренит, пирит, тодорокит, хлориты, лепидолит, родохрозит, и ряда других минералов.